# Zakład Karny w Rawiczu

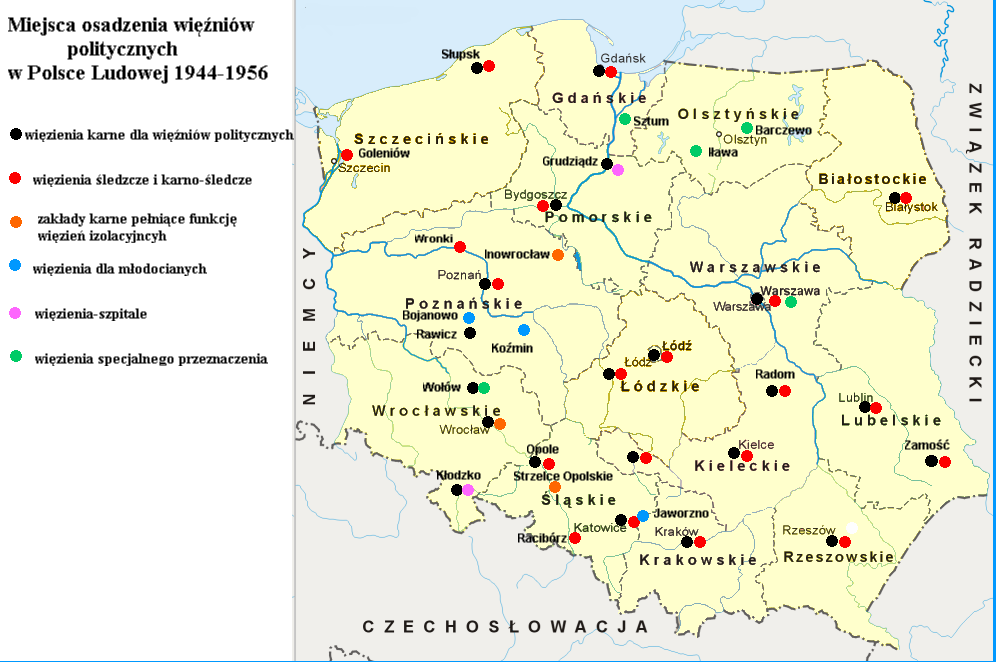
Miejsca osadzenia więźniów politycznych w Polsce Ludowej 1944–1956

Zakład Karny w Rawiczu – zakład karny typu zamkniętego w Rawiczu przeznaczony dla skazanych dorosłych odbywających karę pozbawienia wolności po raz pierwszy.
Posiada m.in. oddziały:
- areszt śledczy dla mężczyzn
- oddział terapeutyczny dla skazanych z niepsychotycznymi zaburzeniami psychicznymi i upośledzonych umysłowo oraz dla skazanych sprawców przestępstw, których podłożem było zaburzenie preferencji seksualnych
- oddział terapeutyczny dla skazanych uzależnionych od środków odurzających i psychotropowych.

## Historia
Zakład Karny w Rawiczu jako jednostka więzienna funkcjonuje od 1819 roku. Został utworzony decyzją władz pruskich (miasto leżało w zaborze pruskim) w miejsce poddanego likwidacji klasztoru Franciszkanów Braci Mniejszych. Podczas zaborów funkcjonował w systemie więziennym państwa pruskiego.
Po odzyskaniu niepodległości rawicka jednostka nadal pełniła swoją funkcję, lecz już jako więzienie polskie. W okresie międzywojennym Rawicz cieszył się ponurą sławą ciężkiego i represyjnego więzienia.
Podczas okupacji niemieckiej 1939–1945 więzienie służyło władzom okupacyjnym. Było to tzw. „więzienie ciężkie” (Zuchthaus), przeznaczone dla mężczyzn skazanych na długoterminowe kary pozbawienia wolności i kary obozu karnego z okręgów Wyższego Sądu Krajowego w Poznaniu, ośmiu sądów krajowych w Kraju Warty (Warthegau): w Poznaniu, Gnieźnie, Inowrocławiu, Kaliszu, Lesznie, Łodzi, Ostrowie Wielkopolskim i Włocławku oraz 72 sądów obwodowych Kraju Warty. Ponadto z 21 sądów krajowych III Rzeszy.
Przetrzymywano w nim głównie więźniów przewidzianych do umieszczenia w obozach koncentracyjnych.
Po zakończeniu II wojny światowej więzienie rawickie przejęły władze Polski Ludowej. W ZK Rawicz więziono wielu działaczy podziemia niepodległościowego, w tym żołnierzy Armii Krajowej. Ta sytuacja trwała do 1956 roku, kiedy w wyniku ogłoszonej amnestii z rawickiej jednostki zwolniono więźniów politycznych.